# Sphaeranthula
Sphaeranthula is een geslacht van neteldieren uit de klasse van de Anthozoa (bloemdieren).

## Soort
- Sphaeranthula straeleni Leloup, 1955